# Tied & Tickled Trio

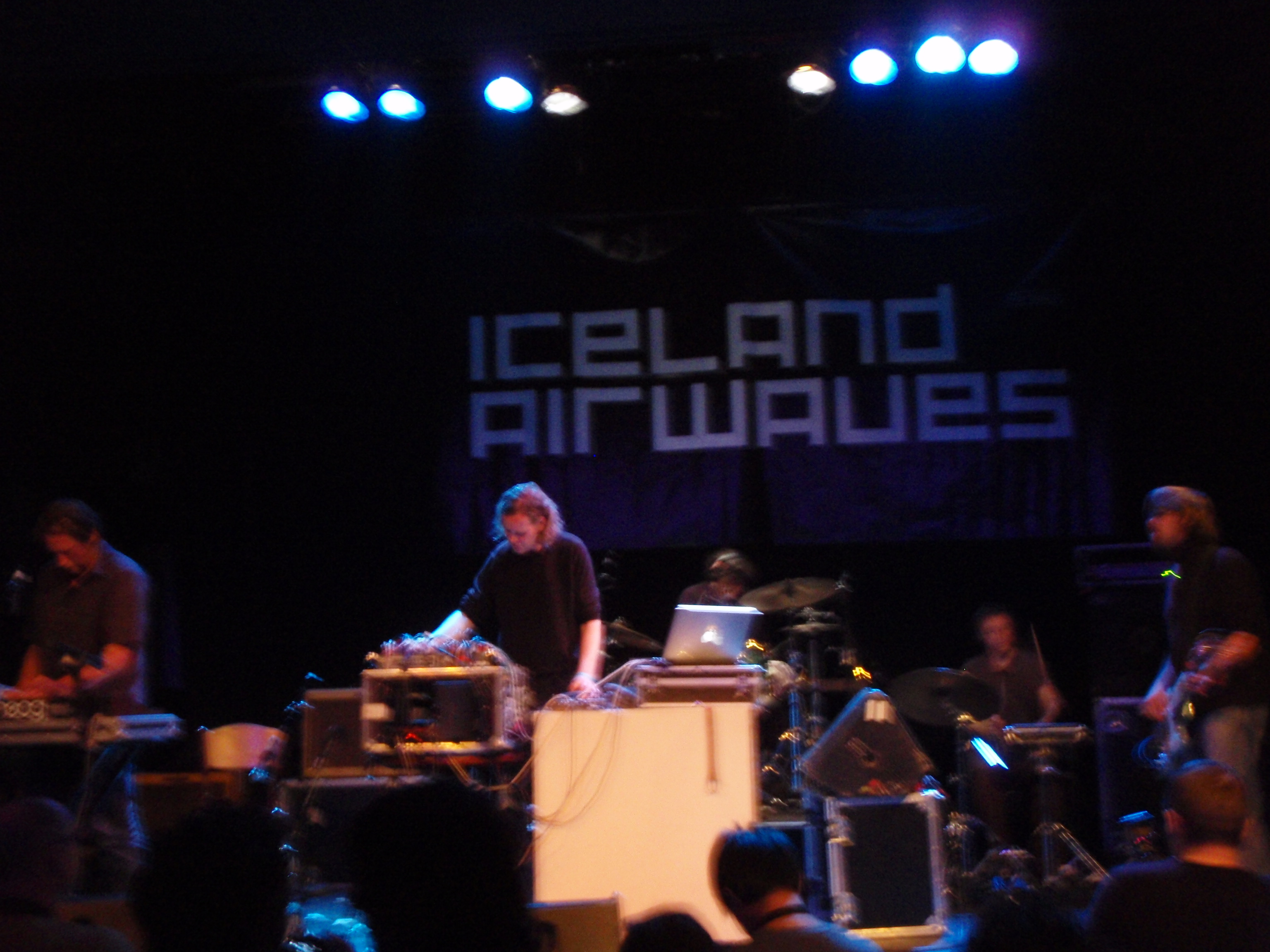
Tied & Tickled Trio (2007)

Das Tied & Tickled Trio ist eine deutsche Musikgruppe. Der Musikstil der instrumentellen Lieder liegt zwischen Jazz, Elektropop und Dub.

## Besetzung
Das Tied & Tickled Trio spielt in gelegentlich wechselnder Besetzung (u. a., weil die Musiker eng mit dem Plattenlabel Hausmusik und den dort miteinander verflochtenen Bands verwoben sind). Die zentralen Mitglieder der Gruppe sind die Brüder Markus und Micha Acher, die schon mit ihrer Band The Notwist nicht nur innerhalb Deutschlands an Bekanntheit gewonnen haben.
Tied and tickled bedeutet übrigens „gefesselt und gekitzelt“ und ist eine Sexpraktik im BDSM.
Hier eine Auswahl an Musikern, die bisher beim Tied & Tickled Trio mitgewirkt haben:
- Ulrich Wangenheim (Tenorsaxophon, Bassklarinette, Flöte)
- Johannes Enders (Tenorsaxophon, Flöte, Klavier)
- Micha Acher (Bass, Posaune, Trompete, Klavier, Orgel)
- Karl Ivar Refseth (Vibraphon)
- Markus Acher (Schlagzeug, Klavier, Perkussion)
- Andreas Gerth (Elektronik, Delays)
- Christoph Brandner (E-Drums)
- Robert Klinger (Bass)
- Eva Kruse (Bass)

Daneben sind auf den Studioaufnahmen auch eine Reihe von Gastmusikern zu hören:
- Stefan Schreiber (Tenorsaxophon, Klarinette)
- Gerhard Gschlößl (Posaune)
- Leo Gmelch (Tuba, Bassposaune)
- Roberto di Gioia (Klavier, Orgel)
- Carl Oesterheld (Perkussion)
- Saam Schlamminger (Zarb)
- Billy Hart (Schlagzeug)
- Modern String Quartet (Streichquartett)

## Geschichte
Bei Gründung der Band 1994 bestand sie lediglich aus zwei Schlagzeugern und einem Bassisten; dazu kam noch der Einsatz elektronischer Instrumente. Das unbetitelte Debütalbum entsteht unter Mitwirkung weiterer Musiker und erscheint 1998 und überzeugt auf Anhieb mit seiner Mischung aus Blue-Note-Jazz und Elektronik-Experimenten. Auch für das folgende Album EA1 EA2 ging die Band ohne fertige Kompositionen ins Studio: Aus den entstandenen Improvisationen wurde das Album zusammengesetzt.
Das Album Electric Avenue Tapes war als Live-Mitschnitt aus dem Hamburger Westwerk am 10. Juni 2001 geplant, musste aber am Folgetag ohne Publikum am Konzertort aufgenommen werden; lediglich der Song Konstantinopel ist ein Konzertmitschnitt. Am nächsten Album Observing Systems (2003) waren mit Gästen insgesamt 13 verschiedene Musiker beteiligt. Tied & Tickled Trio erntete daraufhin sehr gute Kritiken aus der Musikszene.
Der darauf folgenden CD A.R.C. liegt ein Konzertmitschnitt aus München zugrunde. Im Juni 2007 wurde die CD Aelita veröffentlicht, auf die 2011 mit La Place Demon ein Kollaborationsalbum mit der Schlagzeuglegende Billy Hart folgte.
2015 wurden sie mit dem Bayerischen Staatspreis für Musik in der Kategorie Professionelles Musizieren ausgezeichnet.

## Bedeutung
Auftritte auf Popbühnen, die weit aufgebrochenen Hörgewohnheiten des Publikums und ein unkonventionelles Verständnis von melodiösem, organischem Jazz führen dazu, dass diese Mischung, wie sie ähnlich auch von Nils Petter Molvær, dem Cinematic Orchestra oder Frédéric Galliano gespielt wird, massentauglich wird.

## Diskografie
- Tied + Tickled Trio (1998)
- EA1 EA2 (1999)
- EA1 EA2 RMX (2000)
- Electric Avenue Tapes (2001)
- Observing Systems (2003)
- A.R.C. (2006)
- Aelita (2007)
- La Place Demon (2011) mit Billy Hart